# Władimir Fierapontow
Władimir Pietrowicz Fierapontow (ros. Влади́мир Петро́вич Ферапо́нтов; ur. 1933, zm. 2008 w Moskwie) – radziecki aktor filmowy, teatralny i głosowy. Zasłużony Artysta Federacji Rosyjskiej (1992). Wykonawca popularnych piosenek: Piosenka Krokodyla Gieni i Niebieski Wagon z filmów animowanych Kiwaczek (1971) i Szapoklak (1974). Pochowany na Cmentarzu Wwiedieńskim w Moskwie.

## Filmografia

### Role głosowe
- 1971: Kiwaczek jako listonosz / Milicjant (głosy) / piosenka Krokodyla Gieni (wokal)
- 1973: Wasilijok (głos)
- 1974: Szapoklak jako kłusownik Pietia / dyrektor fabryki (głosy) / piosenka Niebieski Wagon (wokal)
- 1979: Dziadek Au
- 1986-1987: Pingwinek Lolo (głos)

### Role filmowe
- 1992: Na Deribasowskiej ładna pogoda, ale pada na Brighton Beach jako Codrianu